# طالعة الأنصار (الرقة)
طالعة الأنصار قرية سورية تتبع ناحية مركز الرقة في منطقة مركز الرقة في محافظة الرقة. بلغ عدد سكانها 190 نسمة في عام 2004 حسب إحصاء المكتب المركزي للإحصاء.